# Achrosis semifulva
Sabaria semifulva là một loài bướm đêm trong họ Geometridae.